# Johannes Tack
Johannes Tack (* 27. März 1874 in Rostock; † 21. Januar 1934 in Bremen) war ein deutscher Beamter und Staatsrat in Bremen.

## Biografie
Als Sohn eines Gaskontrolleurs geboren, studierte er nach dem Besuch des Rostocker Gymnasiums Rechts- und Kameralwissenschaften; von 1893 bis 1894 und von 1895 bis 1898 an der Universität Rostock, 1894–1895 an der Universität München und von 1898 bis 1901 an der Universität Leipzig, wo er 1901 zum Dr. phil. promoviert wurde. Seit 1893 gehörte er dem Akademischen Gesangverein Redaria (seit 1920 Rostocker Burschenschaft Redaria) an.
1901 wurde er in Bremen Senatssekretär und erhielt 1914 den Titel Syndicus des Senats. Er nahm am Ersten Weltkrieg teil und wurde mit dem Eisernen Kreuz II. Klasse ausgezeichnet. 1919 wurde er zum Syndikus, 1921 zum Staatsrat ernannt. 1932 wurde er aus gesundheitlichen Gründen beurlaubt und 1933 aus politischen Gründen in den Ruhestand versetzt, da er lange Jahre der Deutschen Volkspartei (DVP) angehörte und vom nationalsozialistischen Senat als bürgerlicher Gegner der NSDAP angesehen wurde.
Er gehörte 1933 dem Programmbeirat der NORAG an.
Er wohnte seit 1907 im Landhaus Tack, Schwachhauser Heerstraße 337.

## Veröffentlichungen
- Die Entstehung des Hollandsganges in Hannover und Oldenburg, ein Beitrag zur Geschichte der Arbeiterwanderung. Inaugural-Dissertation Universität Leipzig 1901.